# 21986 Alexanduribe
21986 Alexanduribe è un asteroide della fascia principale. Scoperto nel 1999, presenta un'orbita caratterizzata da un semiasse maggiore pari a 2,3729653 UA e da un'eccentricità di 0,1324614, inclinata di 7,46358° rispetto all'eclittica.